# Design for testability
 (janvier 2016).

Design for Testability, très approximativement traduisible par Conception pour le Test ou l'Analyse.
Le terme Design for Testability (ou DfT) est un terme utilisé en conception de composants électroniques complexes (notamment microprocesseur, mémoire vive…). Celui-ci représente la prise en compte lors du développement (ou Design) de telles puces de deux facteurs:
- La possibilité de faciliter l’analyse dans le cas d’un mauvais fonctionnement du composant. Cette analyse permettant ainsi de modifier le design ou les méthodes de fabrication (ou Process) pour obtenir des puces parfaitement fonctionnelles.

- La réduction du temps nécessaire à tester la fonctionnalité de chaque composant lors de la production de masse. En effet, la complexité des puces amène souvent le fabricant à vérifier le bon fonctionnement de chaque puce. Le prix des équipements de test est tel que le coût du test par composant est loin d’être négligeable. L’intérêt est donc de diminuer ce temps de test pour réduire l’équipement nécessaire tout en gardant ou augmentant la production.

Ces considérations se transforment généralement en modes de test (auxquels on accède par une combinaison précise aux entrées ou Inputs de la puce) qui modifient le fonctionnement normal du composant.

Ces modes de test ne sont, en principe, pas accessibles (car pas communiqués ou spécifiés comme ‘Ne pas utiliser’) par les utilisateurs.
Un exemple typique serait de modifier le comportement d’une patte (ou Pin) de la puce pour pouvoir mesurer un voltage interne à celle-ci qui ne serait pas accessible en mode utilisateur.